# Блейн (Вісконсин)
Блейн (англ. Blaine) — місто (англ. town) в США, в окрузі Бернетт штату Вісконсин. Населення — 206 осіб (2020).

## Демографія
Згідно з переписом 2010 року, у місті мешкало 197 осіб у 87 домогосподарствах у складі 63 родин. Було 277 помешкань
Расовий склад населення:
| - 95,9 % — білих - 1,5 % — корінних американців - 1,0 % — чорних або афроамериканців |

До двох чи більше рас належало 1,5 %. Частка іспаномовних становила 0,5 % від усіх жителів.
За віковим діапазоном населення розподілялося таким чином: 15,7 % — особи молодші 18 років, 52,8 % — особи у віці 18—64 років, 31,5 % — особи у віці 65 років та старші. Медіана віку мешканця становила 50,3 року. На 100 осіб жіночої статі у місті припадало 116,5 чоловіків;  на 100 жінок у віці від 18 років та старших — 124,3 чоловіків також старших 18 років.
Середній дохід на одне домашнє господарство  становив 51 476 доларів США (медіана — 41 111), а середній дохід на одну сім'ю — 52 858 доларів (медіана — 41 250). Медіана доходів становила 39 167 доларів для чоловіків та 25 938 доларів для жінок. За межею бідності перебувало 3,3 % осіб, у тому числі 0,0 % дітей у віці до 18 років та 3,2 % осіб у віці 65 років та старших.
Цивільне працевлаштоване населення становило 63 особи. Основні галузі зайнятості: мистецтво, розваги та відпочинок — 17,5 %, освіта, охорона здоров'я та соціальна допомога — 15,9 %, будівництво — 14,3 %.